# Kurarua bicolorata
Kurarua bicolorata là một loài bọ cánh cứng trong họ Cerambycidae.